# Weyprechtberge
Weyprechtberge är ett berg i Antarktis. Det ligger i Östantarktis. Norge gör anspråk på området. Toppen på Weyprechtberge är 2 310 meter över havet.
Terrängen runt Weyprechtberge är kuperad norrut, men söderut är den platt. Trakten är obefolkad. Det finns inga samhällen i närheten. 